# Dani (football, 1976)
Pour les articles homonymes, voir Dani.
Daniel da Cruz Carvalho dit Dani, né le 2 novembre 1976 à Lisbonne, est un footballeur portugais qui évoluait au poste d'attaquant.

## Biographie
Pur produit du prestigieux centre de formation du Sporting Clube de Portugal, Dani évolue, entre autres, quatre saisons à l'Ajax Amsterdam. Avec le club néerlandais, il est champion des Pays-Bas et dispute d'importantes rencontres européennes. 
Néanmoins, sa carrière est inférieure à ce qu'on espérait à son début, où il est notamment élu deuxième meilleur joueur (ballon d'argent) de la Coupe du monde de football des moins de 20 ans 1995 durant laquelle le Portugal termine à la 3e place. Avec la sélection A, il est international portugais à 9 reprises.

## Carrière
- 1994-1996  Sporting CP
- 1996  West Ham (prêt)
- 1996-2000  Ajax Amsterdam
- 2000  Benfica
- 2001-2003  Atlético Madrid[1]

## Palmarès
- Vainqueur de la Coupe du Portugal en 1995 avec le Sporting
- Champion des Pays-Bas en 1998 avec l'Ajax Amsterdam
- Vainqueur de la Coupe des Pays-Bas en 1998 et 1999 avec l'Ajax Amsterdam
- Champion d'Espagne de deuxième division en 2002 avec l'Atlético Madrid
- Vainqueur de la Supercoupe du Portugal en 1994 avec le Sporting

## Carrière internationale
- A participé à la Coupe du monde de football des moins de 20 ans 1995 (3e place) avec le Portugal
- A participé aux Jeux olympiques d'été de 1996 (4e place)
- International portugais (9 sélections)

## Distinctions individuelles
- Ballon d'argent de la Coupe du monde de football des moins de 20 ans 1995